# Алексі Тебо
Алексі Тебо (фр. Alexis Thébaux, нар. 19 березня 1985, Ле-Сабль-д'Олонн) — французький футболіст, воротар клубу «Евіан».

## Ігрова кар'єра
Вихованець «Нанта». З 2002 року перебував в структурі клубу, проте виступав виключно за молодіжну команду. 21 травня 2005 року зіграв свій перший матч Ліги 1 проти «Сошо», в якій пропустив один гол, а гра завершилася для клуба поразкою 0:1. Другу половину 2005 року провів в оренді в нижчоліговому клубі «Шербур», після чого отримав статус вільного агента. 
У січні 2007 року став гравцем «Діжону», що виступав у Лізі 2, але так і не зіграв за команду жодного матчу в чемпіонаті.
У червні 2007 року підписав контракт з «Каном», де став третім воротарем після Венсана Планте і Бенуа Костеля. Через їх травми в першому сезоні провів дві гри в Лізі 1 в січні 2008 року проти «Нансі» і «Тулузи», але після відновлення конкурентів знову сів на лавку. У наступному сезоні після уходу Костеля став Дублером Планка, зігравши ще у двох матчах чемпіонату, а контракт з ним був продовжений до 2012 року.
Влітку 2009 року «Кан» вилетів з Ліги 1 і Плант покинув команду, через що Тебо став основним воротарем клубу. В Лізі 2 тебе зіграв в усіх 38 матчах чемпіонату, в яких пропустив 30голів і допоміг клубу зайняти перше місце і повернутись в еліту, де Алексіс лишився основним воротарем клубу, провівши ще два повних сезони.
Влітку 2012 року «Кан» знову вилетів з Ліги 1 і 12 липня Тебо покинув клуб, підписавши дворічний контракт з «Брестом». Вартість переходу становила 1,2 млн. доларів. В  новій команді Тебо також відразу став основним воротарем, зігравши в 36 матчах Ліги 1, проте не зміг врятувати команду від вильоту, зайнявши останнє місце в чемпіонаті і в новому сезоні змушений був знову грати в Лізі 2. За три роки провів за команду з Бреста 109 матчів у національному чемпіонаті.
У липні 2015 перейшов до ФК «Париж». Керівництво «Бресту» не хотіло його відпускати, однак амбіційний проект паризького клубу зацікавив Тебо. Втім, вже за підсумками першого сезону клуб опустився з Ліги 2 до Національного чемпіонату.
31 січня 2017 повернувся до Ліги 1, підписавши контракт з аутсайдером чемпіонату «Бастією». За корсиканський клуб зіграв лише один матч, в якому пропустив п'ять голів, і відтоді на поле не виходив. У серпні 2017 «Бастію» визнали банкрутом, а Тебо став офіційно безробітним, причому клуб йому заборгував заробітну плату, а через уже закрите трансферне вікно він не міг знайти клуб. Протягом року він жив на допомогу з безробіття та самостійно підтримував форму.
У серпні 2018 перейшов до колись іменитого, а тоді аматорського клубу другої регіональної ліги (сьомий дивізіон) «Евіан». У клубі з Тонон-ле-Бена Тебо став одночасно гравцем основного складу та тренером юнацької команди U-17.